# Egebregne (Phegopteris)
Egebregne-slægten (Phegopteris) er en slægt i Dunbregne-familien. Tidligere henregnedes kun 3 arter til denne slægt, men i dag regnes 10-15 arter med til slægten.
Egebregner ligner "typiske" bregner, men er lidt spinkle. Bladstilkene kan have spredte skæl, men er ellers glatte. Der er 2 karstrenge nederst på bladstilkene. Bladene er generelt dobbelt par-fligede, og de skandinaviske arter har lille afstand mellem bladene. Bladene er ofte lidt uregelmæssigt formede.
Sporehushobene (sori) er næsten altid runde og sidder nær bladkanten. Sporehushobene er omgivet af et tyndt slør (indusium) som hurtigt falder af, eller de manger slør.
I Skandinavien har vi 1 art, der er udbredt i hele Norden, Færøerne og det vestlige Island.
Der findes en anden bregne-slægt med samme navn (Egebregne): Gymnocarpium i Mangeløv-familien.
| Arter i Danmark |

- Dunet Egebregne (Phegopteris connectilis)

| Portal | Portal:Botanik |

| Botanik | Spire Denne botanikartikel er en spire som bør udbygges. Du er velkommen til at hjælpe Wikipedia ved at udvide den. |